# طرح كاد دو (مقاطعة فيروزآباد)
طرح كاد دو (بالإنجليزية: Mazraeh-ye Tareh Kad Shomareh-ye Do)‏ هي human-geographic territorial entity تقع في فارس في إيران.